# Kansepur
Kansepur è una suddivisione dell'India, classificata come census town, di 14.943 abitanti, situata nel distretto di Yamuna Nagar, nello stato federato dell'Haryana. In base al numero di abitanti la città rientra nella classe IV (da 10.000 a 19.999 persone).

## Geografia fisica
La città è situata a 30° 09' 22 N e 77° 16' 12 E.

## Società

### Evoluzione demografica
Al censimento del 2001 la popolazione di Kansepur assommava a 14.943 persone, delle quali 7.963 maschi e 6.980 femmine. I bambini di età inferiore o uguale ai sei anni assommavano a 1.801, dei quali 982 maschi e 819 femmine. Infine, coloro che erano in grado di saper almeno leggere e scrivere erano 10.640, dei quali 6.095 maschi e 4.545 femmine.